# Garrucha (tortura)

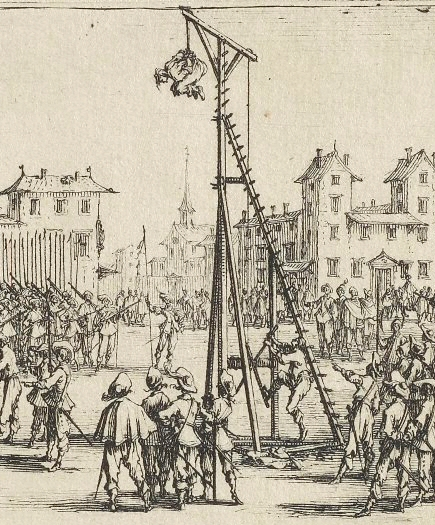
Uso de la garrucha según un grabado de Jacques Callot de 1633.

La garrucha (de garrucha, polea) es una modalidad de tortura que consistía en atar las manos del condenado a la espalda, y tras esto, alzarlo lentamente mediante una polea, normalmente situada en el techo. Luego se le dejaba caer con violencia, pero sin que llegara a tocar el suelo. La maniobra solía significar la dislocación de las extremidades superiores del condenado. Si el peso del cuerpo no fuera suficiente se podía añadir, colgando de los pies, un peso adicional.

## Historia
Fue uno de los tres procedimientos de tortura más empleados por la Inquisición española junto con el «tormento del agua» y el «potro». El tormento de la garrucha consistía en colgar al reo del techo con una polea por medio de una cuerda atada a las muñecas y con pesos atados a los tobillos, ir izándolo lentamente y soltar de repente.
En Italia esta tortura recibía el nombre de tratti di fune o strappato (en español estrapada), y a ella fueron sometidos, por ejemplo, personajes como Maquiavelo, Savonarola antes de ser quemado en la hoguera bajo la acusación de ser un hereje y Jaime de Montesa, previo a ser decapitado por judaizante.
Era una tortura de los campos de concentración nazis, que en ocasiones se prolongaba hasta la muerte del individuo.